# Alphonse Louis Nicolas Borrelly
| 99 Dike      | 1868. május 28.      |
| 110 Lydia    | 1870. április 19.    |
| 117 Lomia    | 1871. szeptember 12. |
| 120 Lachesis | 1872. április 10.    |
| 146 Lucina   | 1875. június 8.      |
| 157 Dejanira | 1875. december 1.    |
| 171 Ophelia  | 1877. január 13.     |
| 172 Baucis   | 1877. február 5.     |
| 173 Ino      | 1877. augusztus 1.   |
| 198 Ampella  | 1879. június 13.     |
| 233 Asterope | 1883. május 11.      |
| 240 Vanadis  | 1884. augusztus 27.  |
| 246 Asporina | 1885. március 6.     |
| 268 Adorea   | 1887. június 8.      |
| 308 Polyxo   | 1891. március 31.    |
| 322 Phaeo    | 1891. november 27.   |
| 369 Aëria    | 1893. július 4.      |
| 394 Arduina  | 1894. november 19.   |

Alphonse Louis Nicolas Borrelly (1842. december 8. – 1926. február 28.) francia csillagász.
Nevéhez tizennyolc kisbolygó és több üstökös felfedezése köthető. 1904. december 28-án ő fedezte fel a 19P/Borrelly rövidperiódusú üstököst.
Munkája elismeréséül az 1539 Borrelly kisbolygó viseli a nevét.

## Fordítás
- Ez a szócikk részben vagy egészben  az   Alphonse Borrelly című angol Wikipédia-szócikk fordításán alapul.  Az eredeti cikk szerkesztőit annak laptörténete sorolja fel. Ez a jelzés csupán a megfogalmazás eredetét és a szerzői jogokat jelzi, nem szolgál a cikkben szereplő információk forrásmegjelöléseként.